# Тинун
Тину́н (исп. Tinún) — посёлок в Мексике, в штате Кампече, входит в состав муниципалитета Тенабо. Численность населения, по данным переписи 2020 года, составила 1084 человека.

## Общие сведения
Название Tinún с майяского языка можно перевести как: место, где плохо владеют языком.
Тинун расположен в 8 км южнее административного центра, города Тенабо.
В 1885 году в посёлке родился известный майянист, исследователь майянского языка Сантьяго Пачеко Крус.
Тинун известен производством консервированных фруктов в сиропе и ликёре.

## Население
| Год  | Численность | Численность |
| ---- | ----------- | ----------- |
| 2000 | 911         | [ 6 ]       |
| 2005 | 928         | [ 7 ]       |
| 2010 | 998         | [ 8 ]       |
| 2020 | 1084        | [ 9 ]       |